# Parc des expositions de Bordeaux

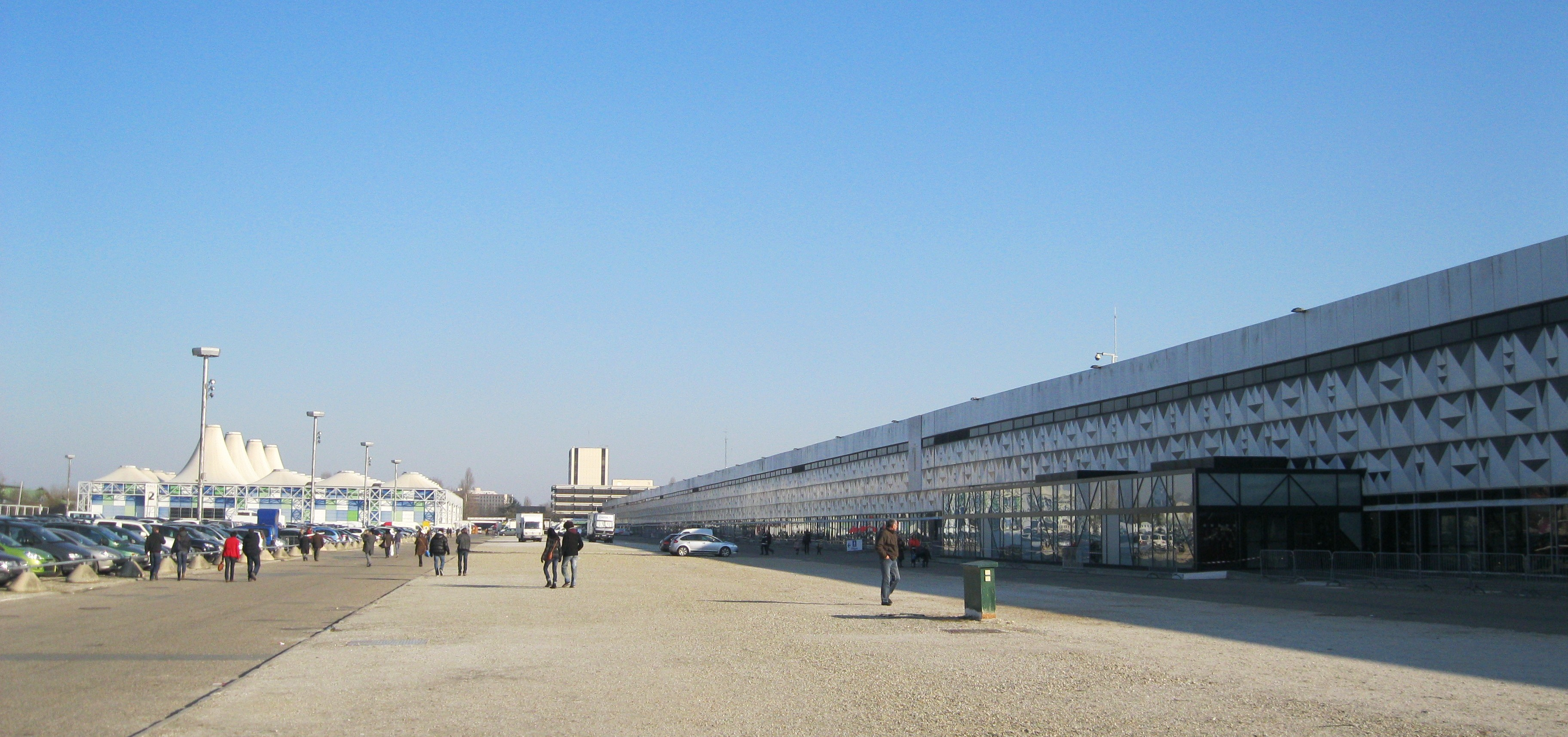
Hall 1 du Parc des Expositions de Bordeaux

Le parc des Expositions de Bordeaux est un complexe consacré aux salons évènementiels, aux compétitions sportives et aux concerts. Il est situé dans le quartier de Bordeaux-Lac, dans le nord de Bordeaux.

## Infrastructure
Installé sur plus de trente hectares, le parc des Expositions est constitué de 4 halls principaux, proposant au total 80 000 m2 couverts. Il fait face au Palais des Congrès, bâti de l'autre côté du lac. Le Hall 1, construit en 1969, possède des dimensions importantes (840 m de long pour 60 m de large) qui lui permettent une grande capacité d'accueil (50 400 m2 de surface couverte). Le Hall 2 dispose d'un espace destiné aux expositions, de trois salles de conférences et d'une mezzanine de 837 m2. La surface totale couverte est de 13 671 m2 (147 m de long pour 93 m de large). Le Hall 3 (14 513 m2) contient des salles de réunion à cloisons amovibles. Le parc des Expositions fait actuellement partie d'un programme architectural afin de rénover et d'agrandir le Hall 2, avec les architectes LAH/AT et BLP ainsi que les scénographes de l'agence lyonnaise Ducks scéno.

## Évènements principaux
- Émulation Nautique de Bordeaux
- Foire internationale de Bordeaux
- Jumping international de Bordeaux
- Conforexpo
- Vinexpo
- Salon du bâtiment

En 1969, pour la 48e édition de la foire internationale de Bordeaux et la première organisée à Bordeaux Lac, 600 000 visiteurs sont accueillis dans cet espace nouvellement ouvert, non sans critique toutefois.

### Bordeaux Geek Festival
Festival de Jeux vidéo, Web culture et High-tech, qui a lieu pendant la Foire Internationale de Bordeaux.

### Conforexpo
Les Salons Vivons présentent chaque année une offre en matière d’Habitat et de Loisirs. Il se déroule chaque année au Parc des expositions de Bordeaux.
Conforexpo existe depuis 1960. Il s'appelait alors « Expo du confort ménager » et avait lieu place des Quinconces. L'Expo du confort ménager a été renouvelée tous les ans. Aux Quinconces tout d'abord, puis à Bordeaux-Lac à l'ouverture du Parc des expositions (1969). En 1970 elle a été baptisée Conforexpo et a gagné de l'espace pour devenir le salon de la maison, de la déco et des loisirs. Seuls 10 salons français ont plus de 50 ans à ce jour.
La manifestation concentre sur 80 000 m2 d'exposition toutes les passions et attentes du consommateur, déclinées par quelque 800 exposants : professionnels de la maison (cheminées, cuisines, ameublement, salles de bain, vérandas, piscines, spa, …), experts de la décoration, des loisirs créatifs (avec le Salon Passions Créatives) et de la construction bois (Salon Vivons Bois). À cela s'ajoutent des spécialistes de la montagne, des véhicules de loisirs, du deux-roues et des sports (le Salon des Sports réunit plus de 70 ligues sportives, des dizaines de champions).
En 2013, il existe quatre salons différents intitulés : Vivons Maison, Vivons Création, Vivons 100 % sport et Vivons Évasion.

### Le salon du bâtiment
Le Salon du bâtiment, ou AQUIBAT, est destiné à des professionnels des filières  construction et travaux publics.
Il se tient tous les deux ans à Bordeaux, les années paires, au Parc des Expositions.
Il regroupe en moyenne 600 exposants (fabricants et négociants de matériaux, de matériels, de machines, d'engins et entreprises de service)et 25 000 visiteurs (maîtres d'œuvre, architectes, maîtres d'ouvrage, prescripteurs, PME et artisans, services techniques des collectivités) 
C'est un salon professionnel multi-spécialiste réparti en 5 secteurs d'activité: 
- Gros œuvre, environnement, aménagement extérieur
- Second œuvre (menuiserie, outillage, aménagement, décoration)
- Équipement technique et nouvelles énergies
- Gros matériel, équipement de chantier
- Services / Partenaires

## Accès
- Tramway : Ligne C à l'arrêt « Parc des Expositions - Stade ».
- Bus : Lignes 37, 75 et TransGironde 705 à l'arrêt « Parc des Expositions » et 32 à l'arrêt « Palais des Congrès » ;

- En voiture : accès sur  la rocade :
  -  4 Parc des Expositions
  -  4a Centre hôtelier du lac
  -  4b Parc des Expositions